# Мисс мира 1976
Мисс Мира 1976 (англ. Miss World 1976) — 26-й ежегодный конкурс красоты, проходивший 18 ноября 1976 года в Альберт-холле, Лондон, Великобритания. В конкурсе участвовали 60 девушек. Победила Синди Брейкспир, представлявшая Ямайку.

## Результаты
| Финальный результат | Участницы |
| Мисс Мира 1976      | - Ямайка — Синди Брейкспир |
| 1-я Вице Мисс       | - Австралия — Karen Pini |

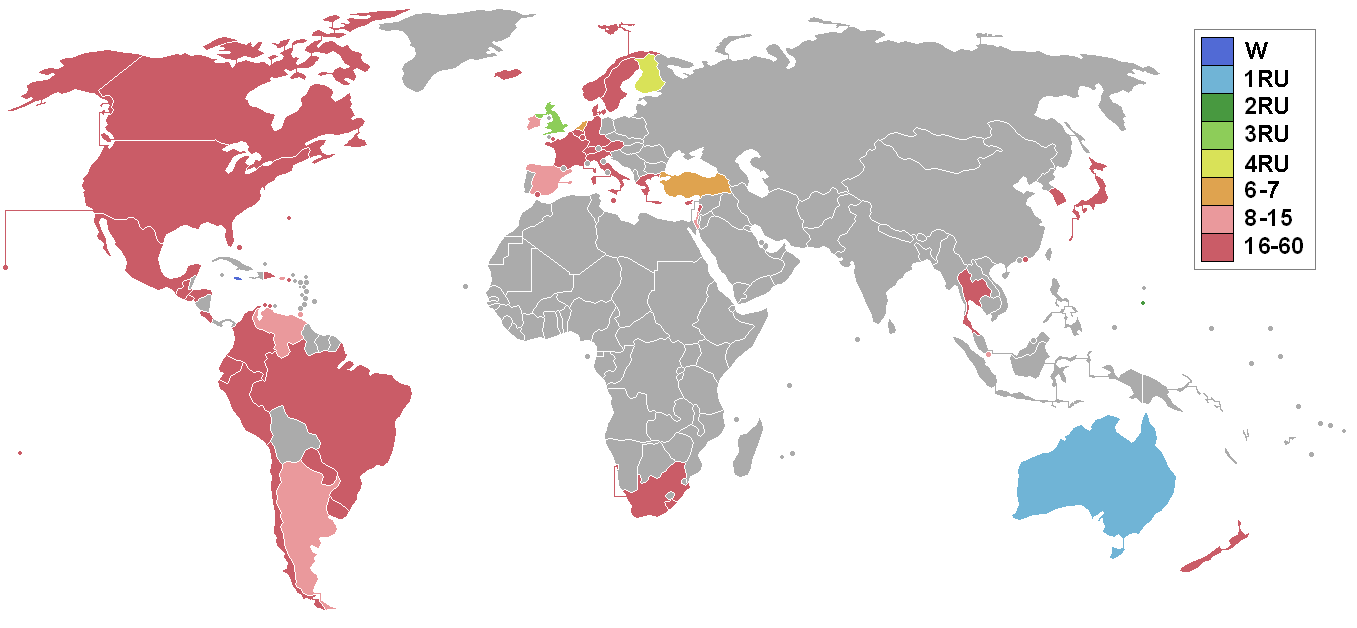
Страны-участницы конкурса «Мисс Мира» — 1976 года

| 2-я Вице Мисс       | - Гуам — Diana Marie Roberts Duenas |
| 3-я Вице Мисс       | - Великобритания — Carol Jean Grant |
| 4-я Вице Мисс       | - Финляндия — Merja Helena Tammih |
| 5-я Вице Мисс       | - Нидерланды — Stephanie Flatow |
| 6-я Вице Мисс       | - Турция — Jale Bayhan |
| Полуфиналистки      | - Аргентина — Adriana Laura Salguiero - Ирландия — Jakki Moore - Израиль — Levana Abarbanel - Пуэрто-Рико — Ivette Rosado - Сингапур — Pauline Poh Neo Cheong - Испания — Luz María Polegre Hernández - Тринидад и Тобаго — Patricia Anderson Leon - Венесуэла — María Genoveva Rivero Giménez |

### Специальные награды
| Награда             | Участницы                             |
| Мисс Личность       | - ЮАР — Veronica Rozette Kuki Mutsepe |
| Мисс фотогеничность | - Ирландия — Jakki Moore              |

## Участницы
| - ЮАР — Veronica Rozette Kuki Mutsepe - Аргентина — Adriana Laura Salguiero - Аруба — Maureen Wever - Австралия — Karen Jo Pini - Австрия — Monika Mühlbauer - Багамские Острова — Larona Miller - Бельгия — Yvette Aelbrecht - Бермуды — Vivienne Ann Hollis - Бразилия — Adelaida Fraga de Oliveira Filha - Канада — Pamela Mercer - Чили — María Cristina Granzow - Колумбия — María Loretta Celedón Holguín - Коста-Рика — Ligia María Ramos Quesada - Нидерландские Антильские острова — Viveca Francisca Marchena - Кипр — Andri Tsangaridou - Дания — Susanne Juul Hansen - Доминиканская Республика — Jenny Corporán Viñas - Эквадор — Marie Clare Fontaine Velasco - Сальвадор — Soraya Camondari Zanotti - Финляндия — Merja Helena Tammi - Франция — Monique Uldaric - Германия — Monika Schneeweiss - Гибралтар — Rosemarie Parody - Греция — Rania Theofilou - Гуам — Diana Marie Roberts Duenas - Гватемала — Marta Elisa Tirado Richardson - Нидерланды — Stephanie Flatow - Гондурас — Maribel Ileana Ayala Ramírez - Гонконг — Christine Leung Ching—Man - Исландия — Sigríður Helga Olgeirsdóttir | - Ирландия — Jakki Moore - Израиль — Levana Abarbanel - Италия — Antonella Lombrosi - Ямайка — Cindy Breakspeare - Япония — Noriko Asakuno - Джерси — Susan Hughes - Республика Корея — Shin Byoung—sook - Ливан — Souad Nakhoul - Люксембург — Monique Wilmes - Мальта — Jane Benedicta Saliba - Мексика — Carla Jean Evert Seguera - Новая Зеландия — Anne Clifford - Норвегия — Nina Kristine Rønneberg - Парагвай — María Cristina Fernández Samaniego - Перу — Rocío Rita Lazcano Mujica - Пуэрто-Рико — Ivette Rosado - Сингапур — Pauline Poh Neo Cheong - ЮАР — Lynn Massyn - Испания — Luz María Polegre Hernández - Швеция — Ann—Christine Gernandt - Швейцария — Ruth Crottet - Французская Полинезия — Patricia Mareva Servonnat - Таиланд — Duangcheewan Komolsen - Тринидад и Тобаго — Patricia Anderson Leon - Турция — Jale Bayhan - Великобритания — Carol Jean Grant - Уругвай — Sara Alaga Valega - США — Kimberly Marre Foley - Венесуэла — María Genoveva Rivero Giménez - Виргинские Острова (США) — Denise La Franque |

## Отказавшиеся страны[3]
Страны, отказавшиеся от участия на Мисс Мира 1976 года, против политики, проводимой в Южной Африки.

| - Индия — Naina Sudhir Balsavar - Либерия — Lorraine Wede Johnson - Малайзия — Che Puteh Naziaden - Маврикий — Anne—Lise Lasur - Филиппины — Josephine Salazar Conde | - Сейшельские Острова — Lynn Elisea Gobine - Шри-Ланка — Tamara Ingrid Subramanian - Свазиленд — Zanella Tutu Tshabalala - Югославия — Slavica Stefanović |

## Заметки

### Дебют
- Гватемала и Американские Виргинские острова соревновались в конкурсе впервые.

### Вернулись
- Таити последний раз участвовал в 1965 году.
- Чили последний раз участвовал в 1969 году.
- Парагвай последний раз участвовал в 1972 году.
- Кипр последний раз участвовал в 1973 году.
- Ямайка и Испания последний раз участвовали в 1975 году.